# Pierre Gemayel
Pierre Gemayel (àrab: بيار الجميّل, Biyār al-Jumayyil) (Bikfaya; 6 de novembre de 1905 - 29 d'agost de 1984) fou un polític libanès, fundador del Partit de les Falanges Libaneses.
Descendent d'una família que es va destacar al Líban d'ençà el segle xvi. Es va oposar al mandat francès al Líban durant els anys 1930 i 1940, licitant sempre per un Estat independent. Hàbil polític, de posicions pragmàtiques i nombroses maniobres que el van portar a altes esferes del poder. Controvertit, va sobreviure a diversos intents d'assassinat.
Va ser pare dels també polítics Baixir i Amine Gemayel, els dos electes presidents del Líban, i avi de Pierre Amine Gemayel.